# Gesteeld glaskroos
Gesteeld glaskroos (Elatine hexandra) is een eenjarige zoetwaterplant die behoort tot de familie Elatinaceae. De soort staat op de Nederlandse Rode lijst van planten als zeldzaam en stabiel of toegenomen. Nederland valt geheel binnen het Europese verspreidingsgebied. De overwinterde plant is zeldzaam in Noord-Brabant en zeer zeldzaam in Drenthe, Twente en op de Veluwe. Het aantal chromosomen 2n = 72 of 108.
De plant wordt 2 - 10 cm hoog. De in het water liggende stengels hebben opgerichte toppen, die op de grond zijn sterk vertakt en kruipen. De stengels wortelen op de knopen.  De langwerpig-spatelvormig bladeren zijn gaafrandig en boven het midden het breedst. De zeer kleine steunblaadjes zijn in het water en op het land vrijwel zittend.
Gesteeld glaskroos bloeit van juni tot in de herfst met roze of witte bloemen op vrij lange stelen in de bladoksels. De kroonbladeren zijn langer dan de kelk. De kelk is aan de voet vergroeid. De stijl heeft een drie stempels.
De vrucht is een bolronde doosvrucht. De bijna rechte zaden hebben in de lengte lopende, duidelijke ribben.

## Ecologie en verspreiding
Gesteeld glaskroos staat in heldere, voedsel- en carbonaatarme, niet verzurende wateren op ’s zomers vaak droogvallende, zonnige tot iets beschaduwde, voedsel- en stikstofarme zandbodems waarop vaak een sliplaagje ligt. Deze pionier groeit op de oevers van zand- en leemgroeven, van vennen, visvijvers en poeltjes, vaak op plaatsen waar water binnenstroomt. De plant verschilt van sterrenkroos door de glasachtige, doorzichtige stengels en is van haar verwanten te onderscheiden door de combinatie van een 3-tallige kelk en kroon en de 6 meeldraden. Gesteeld glaskroos is evenals haar verwanten gevoelig voor eutrofiëring van haar milieu en kan hierdoor achteruit gaan of verdwijnen. De plant bestuift zichzelf (vaak al in de gesloten bloemknop) of wordt door insecten bestoven, de zaden worden door vogels verspreid, vaak over grote afstanden.

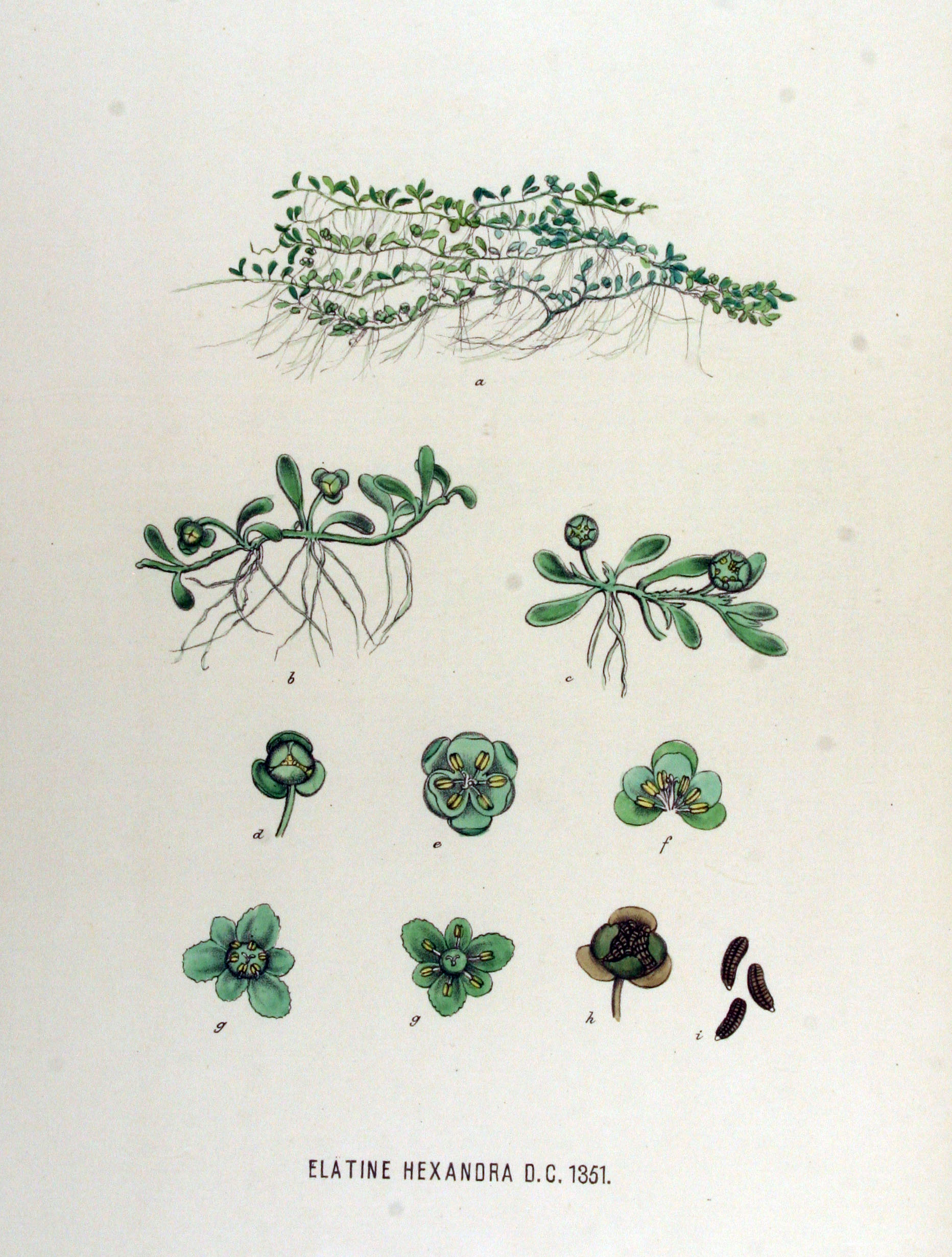
Flora Batava
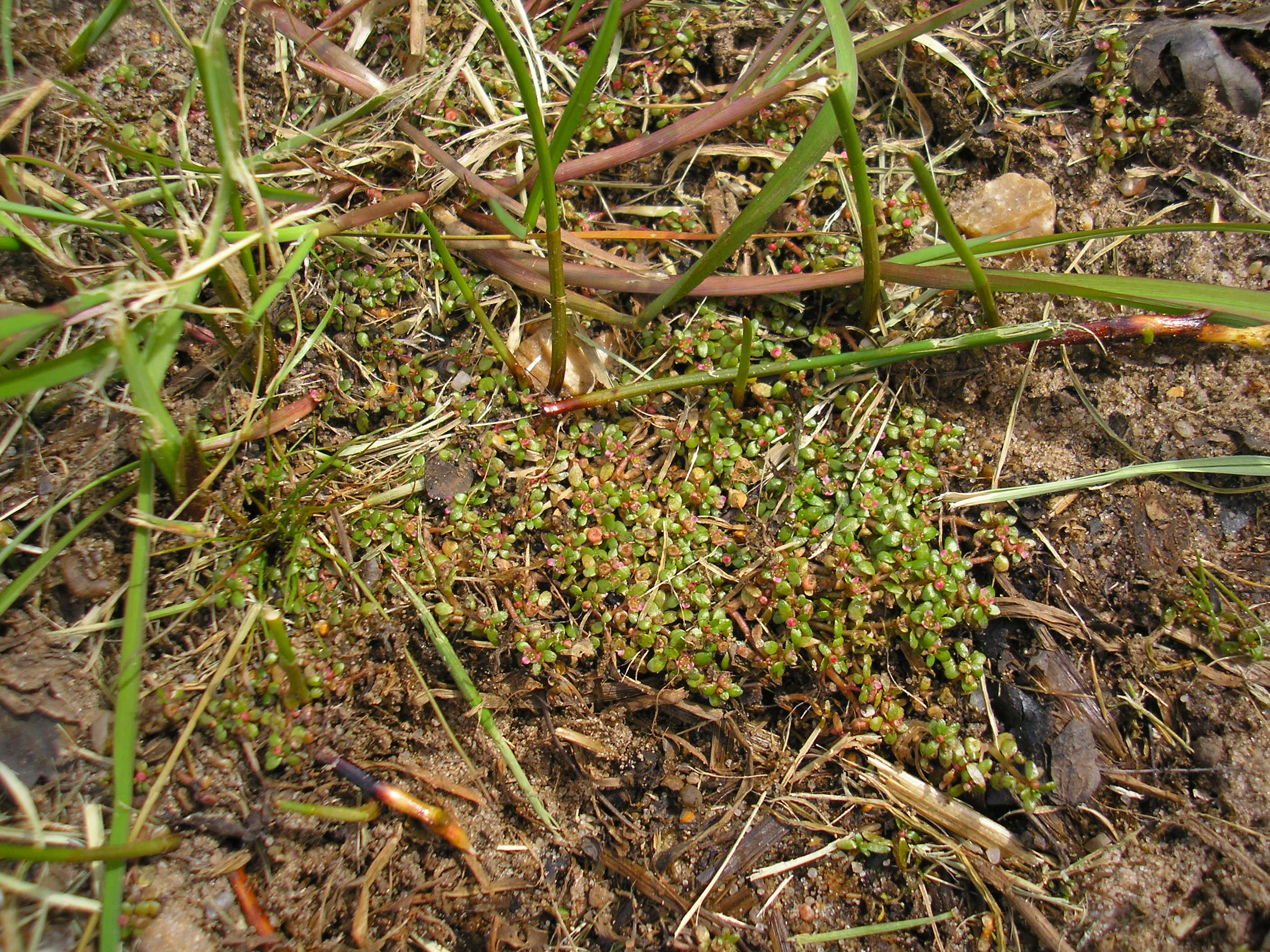
Plant
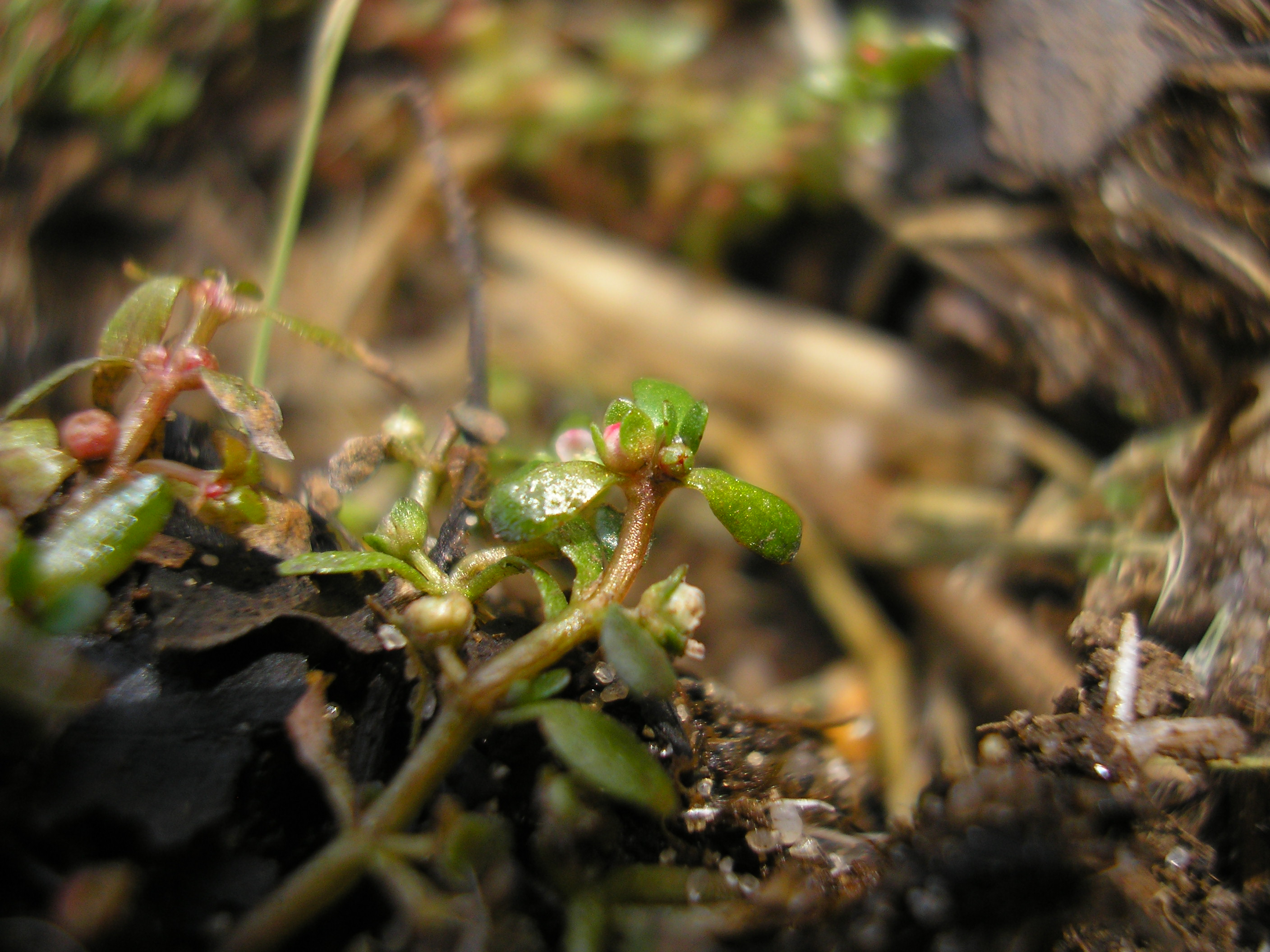
Stengel
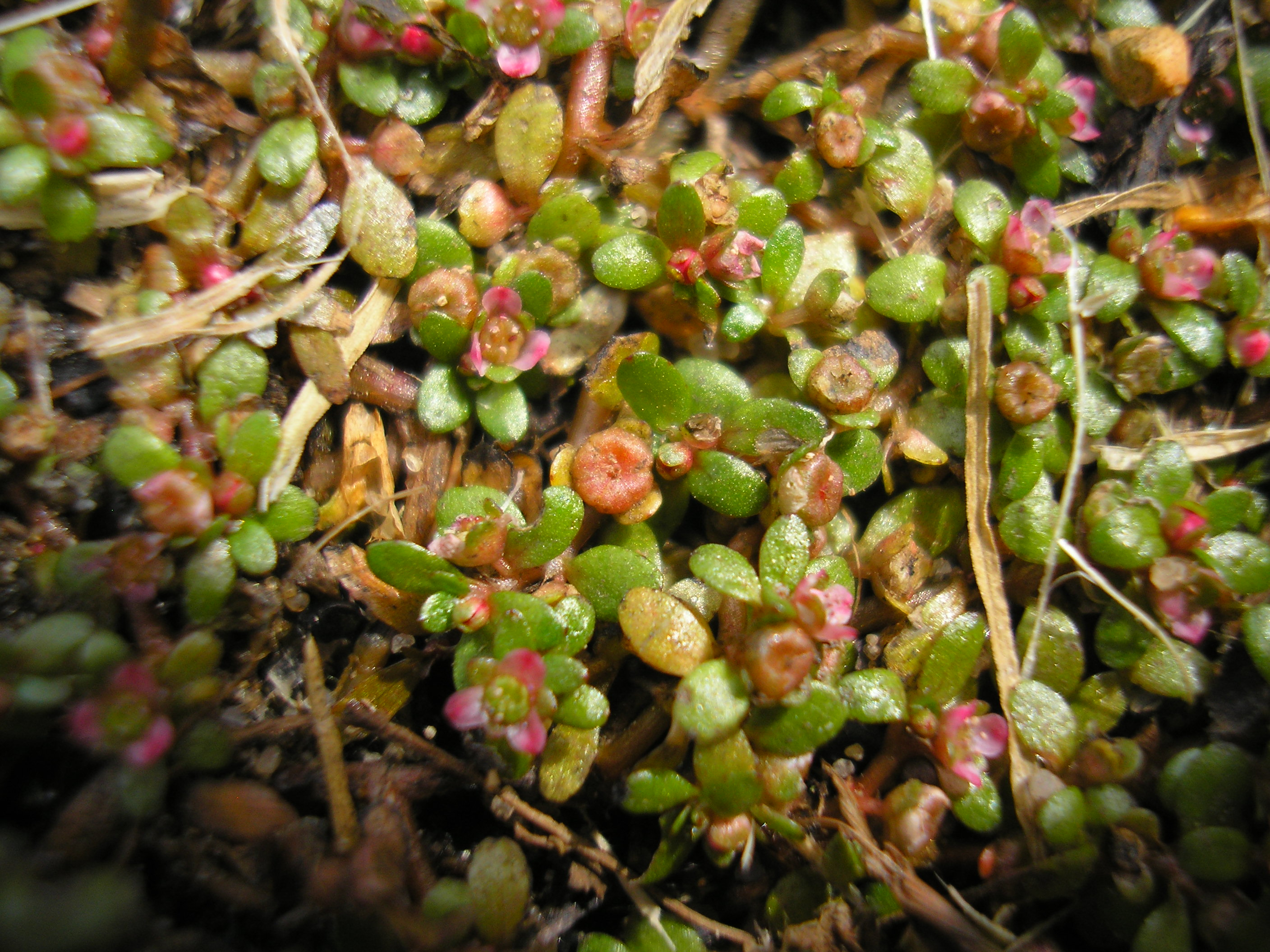
Bloemen